# Carl-Henning Pedersen
Pour les articles homonymes, voir Pedersen.
Carl-Henning Pedersen né le 23 septembre 1913 à Copenhague (Danemark) et mort dans la même ville le 20 février 2007 est un peintre, graveur et sculpteur danois.

## Biographie
Carl-Henning Pedersen est l'époux de la peintre danoise Else Alfelt (1910-1974). 
Il appartient au mouvement Cobra.

## Récompenses
- Médaille Eckersberg.